# MEGAドン・キホーテ苫小牧店
MEGAドン・キホーテ苫小牧店（メガドン・キホーテとまこまいてん）は、北海道苫小牧市に存在する商業施設である。株式会社長崎屋が運営している。

## 概要

### （初代）長崎屋苫小牧店
元々岩倉組の木材工場があったが、1970年4月に苫小牧港臨港部木工団地に移転し、1971年には本社事務所も三光町に移転した。
岩倉組は跡地の再開発を計画し、1972年3月に長崎屋が3万3000㎡を取得し、苫小牧進出を決定した。同年5月1日には地鎮祭を行った。
1973年10月27日、大泉市長夫人、長崎屋会長夫人などのテープカットにより開店した。売場面積9900㎡で当時道内最大規模と言われ、テナントとして26店が入居したほか、長崎屋、岩倉組、札幌フードセンターの合弁会社、サンドール北海道が食品部門として入居した。
長崎屋進出当初の苫小牧駅の裏側はバイパス線の南側に人家が立ち始めたばかりで、苫小牧駅に北口はなく、人々は離れた跨線橋（現在の新興産業 旭大通アンダーパスの場所）や山手踏切を通らなければならなかったが、1982年10月1日に苫小牧駅に北口と自由通路が設けられ、1986年12月2日には旭大通アンダーパスが開通し、苫小牧の駅前と駅裏が直接結ばれた。1990年8月には苫小牧駅北口からファンタジードーム、長崎屋を繋ぐ通路「スカイウェー」が開通した。

### （2代目）長崎屋苫小牧店
1990年9月5日、長崎屋の創立40周年を記念し、全天候型遊戯施設「ファンタジードーム」をオープンさせた。長崎屋との連携で売り上げアップを図ったが、入場者が伸びず経営に行き詰まり、1997年1月15日に閉園した。
長崎屋は創立40周年記念事業を残したいという意向から、苫小牧店をファンタジードーム跡に移転することを決めた。改修工事を行い、1998年3月6日に新苫小牧店がオープンした。店舗面積は旧店舗の34％増の1万6506㎡となった。
旧店舗は改修工事が行われ、「トマ・モール」として開店した。

### MEGAドン・キホーテ苫小牧店
2010年7月2日に「MEGAドン・キホーテ」に転換。
建物外観には遊園地時代のローラーコースター施設の跡が残存していたが、閉園から22年以上経った2019年11月時点で撤去・解体された。

## 沿革
- 1973年10月27日 - 開店。
- 1990年8月 - スカイウェー開通。
- 1998年3月6日 - ファンタジードーム跡に移転。
- 2010年7月2日 - MEGAドン・キホーテに転換。

## テナント
出典:

### 1階
- 開運屋（買取店）
- キーセンター千葉（ハードリフォーム）
- くまざわ書店（書籍）
- クリーンライン カクサダ（クリーニング）
- サンフレックス（服飾雑貨）
- べつばら団子（和菓子）
- ベビーフェイスプラネッツ（レストラン）
- ミスタードーナツ（ファーストフード）
- 麺屋 樹（ラーメン）
- ヤマダデンキ（家電）
- UQスポット（携帯電話）
- 理容プラーナ（理容院）
- ロッテリア（ファーストフード）

### 2階
- オルキディア（レディス衣料）
- Brats（レディス）
- 靴のウエダ（靴）
- スマートクリア（携帯修理）
- ランジェリーショップエルム（ランジェリー）
- ハニーズ（レディス）
- ファンタジープラザ（ゲームコーナー）
- ラスコリナス（レディス）
- ZFactory（アパレル）
- ダイソー（100円ショップ）
- はるやま（紳士服）
- ふれあガーデン（健康食品・健康機器）
- プラスオッポ（眼鏡、サングラス、関連商品）
- まむのリフォーム（衣料品のお直し）
- レディースショップエルム（レディス）
- LOBELIA（レディースファッション）

### 3階
- Aiba苫小牧（場外馬券販売所）
- カーブス（フィットネスクラブ）
- 個別教室のトライ（学習塾）
- Z FUTSAL SPORT（フットサル、3x3バスケット）
- バッティングスタジアム（バッテングセンター）
- ビューティープレイス ルズール（ネイルサロン）
- プライド（美容室）
- ペッピーキッズクラブ（英会話教室）
- ホットヨガスタジオ ロイブ（ホットヨガ）